# Komandor
Die Komandor ist eines der größten Fabrikschiffe der Welt. Der Trawler fährt unter russischer Flagge.

## Geschichte
Der Rumpf des Schiffes wurde 1996 unter der Baunummer 113 auf der Tangen-Verft in Norwegen gebaut. Die Kiellegung fand am 1. Dezember 1995, der Stapellauf am 16. März 1996 statt. Ausgerüstet wurde das Schiff unter der Baunummer 171 auf der Werft Langsten Slip & Båtbyggeri. Die Fertigstellung erfolgte am 26. Oktober 1996.
Das Schiff wurde als American Monarch in Dienst gestellt. Es galt damals als das fortschrittlichste Fabrikschiff der Welt. Das Schiff war 96 Meter lang und hat 200 Mann Besatzung (zwei Schichten à 100 Mann). Der Trawler ist in der Lage, 1.200 Tonnen Fisch täglich zu fangen und geriet schon früh in die Kritik von Umweltschützern.
Die Atlantic Navigator wurde erstmals in der Fangsaison 2003/04 im Gebiet der CCAMLR unter Flagge Vanuatus eingesetzt. Aufgrund der äußerst hohen Fangmenge und der mangelnden Kontrolle durch den Beitrittskandidaten der CCAMLR, Vanuatu, wurde das Fabrikschiff zum Gegenstand von Kontroversen. Das Schiff war zudem in der Lage, Schleppnetze in mittlerer Wassertiefe einen Monat lang ununterbrochen einzusetzen, weshalb große Mengen Beifang nicht ausgeschlossen werden konnten. Ein Schutz vor Seehundbeifang war allerdings vorhanden. Nach der Saison 2004/05 wurde die Atlantic Navigator abgezogen.
2005 kam das Schiff auf die Färöer, wo es den Fabriktrawler Næraberg ablöste. Die Reederei des Flaggschiffs der färöischen Fischereiflotte war Næraberg P/F, an dem Aker 33 % besaß.

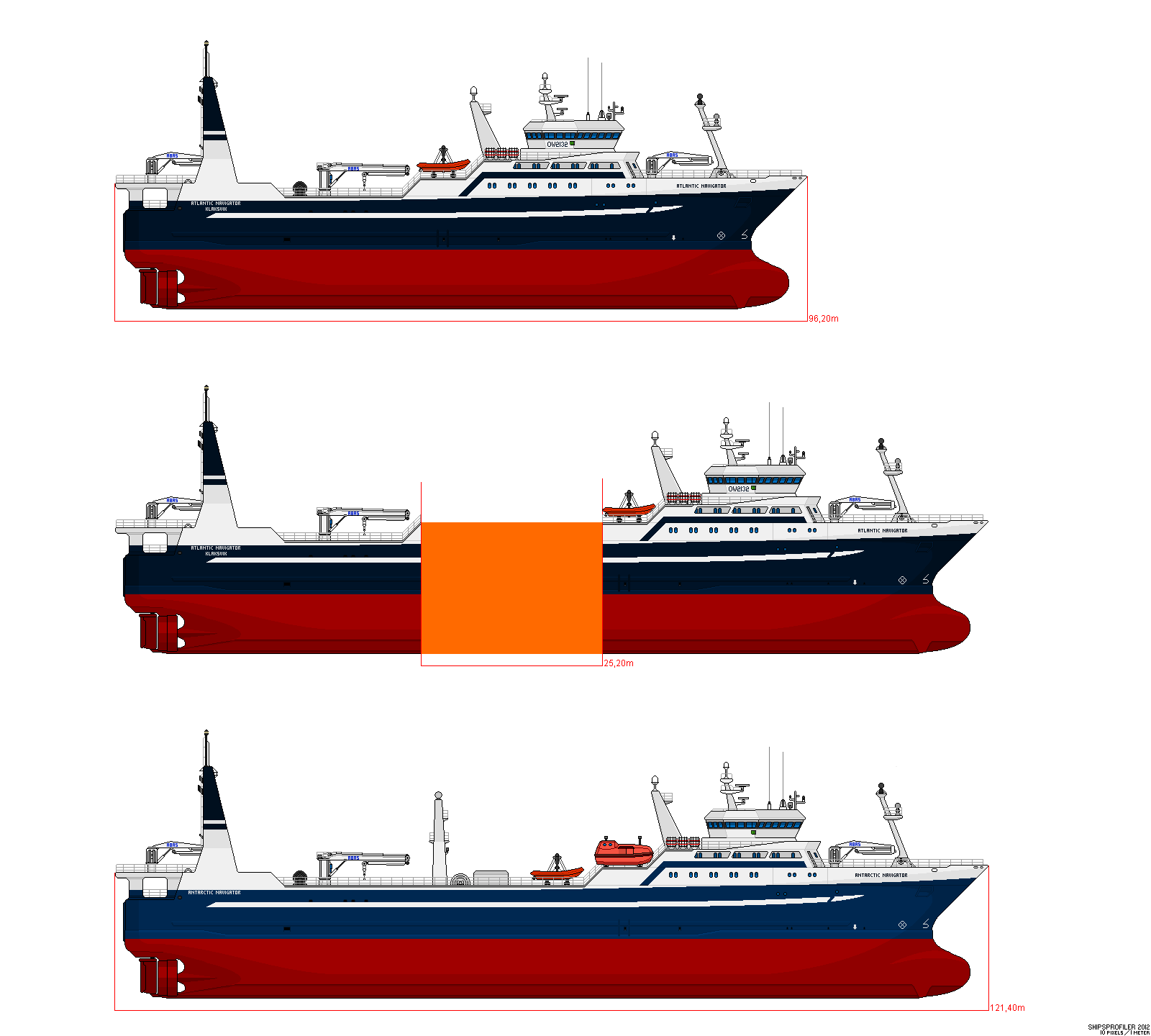
Schematische Darstellung der Hüllenverlängerung der Antarctic Navigator von 2009

Am 19. Februar 2007 geriet die Atlantic Navigator in die Schlagzeilen, als sie vor Kunoy im Norden der Färöer auf Grund lief, wobei aber nur Sachschaden an der Außenhülle entstand und das Schiff nach einer Woche wieder flott war.
Am 20. März 2007 wurde gemeldet, dass die Atlantic Navigator nur noch bis 1. August unter färöischer Flagge fahren wird. Betroffen sind 200 Arbeitsplätze.
Daraufhin wurde das Schiff von dem Eigner, der Aker BioMarine ASA, an das Tochterunternehmen Aker BioMarine Antarctic AS verkauft, um nach einem Umbau fortan in antarktischen Gewässern Krill zu fangen. Im Dezember 2008 kaufte das Mutterunternehmen Aker ASA die Atlantic Navigator für 550 Millionen Norwegische Kronen. Der Umbau erfolgte für 340 Millionen Norwegische Kronen bis Januar 2009 auf der Werft Viktor Lenac Shipyard in Rijeka. Dabei wurde der Trawler um 25 Meter verlängert, ein bordeigenes Forschungslabor eingerichtet und ein Erhitzungssystem zur verbesserten Verarbeitung von Krill integriert. Anschließend wurde der Trawler in Antarctic Navigator umbenannt. Ab 2011 wurde die Antarctic Navigator aufgrund des Einsatzes eines weiteren, zuvor durch Konkurrenzübernahme, erhaltenen Fangschiffes zunehmend unrentabel und daher stillgelegt.
Im Juni 2016 wurde die Antarctic Navigator an die isländische Span-Ice ehf verkauft. Im selben Jahr erfolgte ein weiterer Umbau auf der Werft Viktor Lenac, um Makrelen verarbeiten zu können. Das Einsatzgebiet der Navigator umfasste den Atlantik und besonders die westafrikanischen Küstengewässer. 2021 wurde das Schiff nach Russland verkauft und in Komandor umbenannt.

## Technische Daten
Das Schiff wird von zwei Wärtsilä-Wichmann-Dieselmotoren des Typs 12V28B mit 7059 kW Leistung angetrieben. Die Motoren wirken über ein Untersetzungsgetriebe auf einen Verstellpropeller. Das Schiff ist mit einem elektrisch angetriebenen Bugstrahlruder ausgestattet. Für die Stromerzeugung an Bord stehen zwei von den Hauptmotoren angetriebene Wellengeneratoren und ein von einem Wärtsilä-Dieselmotor angetriebener Generator zur Verfügung. Die Notstromversorgung wird durch einen Caterpillar-Dieselgenerator sichergestellt.
Das Schiff ist unter anderem mit zwei isulierten Laderäumen mit 1.100 bzw. 2.400 m³ Rauminhalt für den Transport von gefrohrenem Fisch und einem weiteren, nicht isolierten Laderaum mit 1.800 m³ Rauminhalt ausgestattet.

## Weblink
- Bild der Atlantic Navigator